# Am I Wrong
Am I Wrong – singel norweskiego duetu Nico & Vinz znanego także jako Envy. W Polsce piosenka zdobyła popularność w 2014 r., zajmując szczyt oficjalnego zestawienia Top airplay.

## Teledysk
Został opublikowany w serwisie YouTube dnia 20 czerwca 2013. Reżyserem i wydawcą wideoklipu jest Kavar Singh.